# Tzigane (Ravel)
Tzigane ist eine Rhapsodie für Violine und Luthéal, bzw. für Violine und Orchester, die Maurice Ravel im Jahre 1924 komponierte. Auch wenn der Name auf französische Begriffen für Zigeuner wie "gitan", "tsigane" oder "tzigane" zurückgeht, zielt es eher auf das Ungarn zugeordnete romantische Zigeunerklischee z. B. von Liszt und Brahms als auf reale Musik von Sinti oder Roma. So werden auch keine realen Zigeunermelodien verwendet. Das Stück gehört zu den anspruchsvollsten Werken der virtuosen Violinliteratur.

## Die Instrumentierungen
Der Komponist schrieb zwei Versionen. Einer kammermusikalischen Besetzung folgte eine Orchesterfassung.

### Für Violine und Luthéal
Die Original-Partitur von Tzigane enthält Register-Anweisungen zur Ausführung, die sich auf das Luthéal beziehen, das original von Ravel vorgesehene Begleitinstrument. Dabei handelt es sich um ein mechanisch präpariertes Klavier, das den Klang des ungarischen Cimbalom (Hackbrett) imitiert. Diese kammermusikalische Version seines Stückes wird heute vor allem in der Besetzung mit Violine und Klavier gespielt, dagegen ist seine Besetzungsangabe für Violine und Luthéal wegen der Seltenheit des Begleitinstrumentes bisher kaum zur Ausführung gekommen. Erst in den letzten Jahren gibt es Künstler, die das Stück in der von Ravel vorgesehenen Besetzung aufführten. Als erster der niederländische Violinist Theo Olof (1924–2012), der ein Luthéal im Brüsseler Musikinstrumentenmuseum fand; es wurde von Daniel Wayenberg gespielt.
Daniel Hope ließ für seine Aufnahme ein Luthéal nachbauen. Es unterscheidet sich aber klanglich sehr stark von dem letzten vorhandenen, originalen Luthéal im Brüsseler Musikinstrumentenmuseum (MiM).

### Die Orchesterfassung
Ravel orchestrierte die Komposition zu einer Orchesterfassung bald nach der Fertigstellung der Version für Violine und Luthéal.

## Die Uraufführungen
Die Komposition entstand im Auftrag der ungarischen Geigerin Jelly d’Arányi, einer Nichte von Joseph Joachim. Die Uraufführung fand in London am 26. April 1924 mit der Widmungsträgerin, begleitet von Henri Gil-Marchex statt. Die Uraufführung der Orchesterfassung fand am 30. November 1924 in Paris statt, mit den Concerts Colonne unter der Leitung von Gabriel Pierné.

## Beschreibung
Die Komposition besteht aus einem einzigen etwa 10 Minuten langen Satz. Der erste Teil ist ganz für Violine solo komponiert und im Stil einer Improvisation über Zigeunerthemen konzipiert. Im zweiten Teil beginnt dann die sehr klangfarbenreiche Begleitung durch das Luthéal oder Orchester.